# Luzaga
Luzaga és una vila de la comarca de las Serranías de Sigüenza, a la província de Guadalajara (Castella).
El despoblament actual (95 habitants el 2017) és degut a l'emigració de la població els anys 60 principalment cap a Madrid, a escassos 150 km, i molt secundàriament cap a Barcelona. La manca d'inversions públiques i d'oportunitats laborals en dificulta el retorn de les noves generacions.

## Etimologia
S'ha proposat un origen cèltic del topònim —Lutiakos—, on -akos seria un sufix adjetivador. Joan Corominas ho va relacionar amb l'antropònim Lucius, d'origen prerromà. També s'ha assenyalat una probable relació del topònim amb la tribu dels lusons. S'han arribat a documentar les formes Lurzaga (1197) i Lurzaga (1353) en documents de l'Edat Mitjana.
Les restes de fonaments d'una muralla de fortificació preromana al costat del poble actual adés la troballa del Bronze de Luzaga a principis del segle xx semblen confirmar que es tracta de la Lutia dels celtibers.

## Geografia
Se situa en una zona caracteritzada pels hiverns freds, en contrast amb estius secs, és una zona de gran bellesa natural que precedeix el Parc Natural de l'Alto Tajo caracteritzada per llargs i gèlids hiverns. Actualment en perill per la manca de recursos econòmics i humans, els incendis forestals i la pressió de la indústria elèctrica.
Els seus pobles limítrofs són Cortes de Tajuña, Tortonda, Villaverde del Ducado, Alcolea del Pinar, Garbajosa, Anguita, Hortezuela de Océn, Sotodosos i Abánades.

## Demografia
El municipi, que té una superfície de 29,7 km², compta segons el padró municipal del 2017 de l'INE amb una població de 67 habitants i una densitat de 2,26 hab./km².
| Gràfica d'evolució de Luzaga entre 1991 i 2017 |
|                                                |
| Font ISTAT - elaboració gràfica de Wikipedia   |

## Orígens i Història

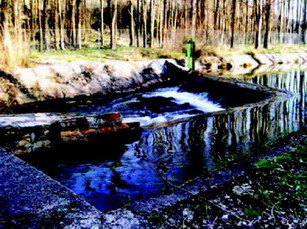
El riu Tajuña per Luzaga.

Luzaga és identificada per alguns autors amb la ciutat prerromana de Lutia, La traducció del Bronze de Luzaga, un pacte d'hospitalitat celtiber actualment perdut, però que se'n conserva la foto a la "Real Academia de la Historia", a Madrid, ha fet que alguns historiadors relacionin a Lutia amb Luzaga. Aquest fet ve recolzat pel descobriment per part del Marquès de Cerralbo, acompanyat de l'arqueòleg Juan Cabré, d'una necròpoli celtibera amb tombes de diversos períodes.
Apart de restes celtiberes i romanes del "Yacimento altoimperial de los Palacios", hi ha sobre un meandre del riu Tajuña les restes del Castell d'Albalate de Tajuña, conegut al poble com "la torrassa d'Albalate", ja que avui dia només les restes d'aquest element són visibles sobre la muntanya en el qual s'erigí la fortificació.
Va pertànyer durant segles al Ducat de Medinaceli, fet que va originar, entre altres conflictes, la disputa per la propietat de la pineda, que va concloure a finals del segle passat amb la compra d'aquesta a l'últim propietari per part de la Junta de Comunitats de Castella-la Manxa, i la successiva cessió al municipi.
Són fàcilment apreciables, també, les restes de trinxeres, nius de metralladora i altres edificacions de la Guerra Civil, a la zona del municipi que confronta amb els de Sotodosos i Abánades.

## Patrimoni
- Església de La nostra Senyora de l'Asunción
- Ermita d'Albalate.
- Torrassa d'Albalate.
- Ruïnes romanes en el jaciment dels Palacios.
- Ruïnes celtíberas en el Castro del Castejón.
- Restes de la Guerra Civil Espanyola.

## Festes
El seu patró és Sant Zenó (el mateix patró d'Arenys de Mar) que se celebra el 9 de juliol, i la seva patrona és la Verge de la Cinquena Angoixa (Verge de les Angoixes en el cinquè dolor), que se celebra el tercer diumenge de setembre. Ambdues imatges romanen a l'interior de la Parròquia de Nostra Senyora de l'Asunción, temple romànic del segle xii, modificat al segle xviii, que se situa a la zona alta de la vila.
Són tradicions arrelades, a més a més, la crema del Judes (ninot) després de la missa del Diumenge de Resurrecció, la celebració dels Majos durant el dia 1 de maig i la crema de la lluminària durant la Nochebuena.

## Llocs d'interès
- Església romànica rural del segle xii
- Torre de Albalate, talaia de vigilància junt el riu Tajuña (documentada al segle xv)
- Palau del Senyor de Montcada, Virrei de Catalunya mort durant la Guerra dels Segadors